# National Geographic Wild
National Geographic Wild (ook wel Nat Geo Wild genoemd) is een betaalzender, die programma's levert via kabeltelevisiebedrijven. De programmering bestaat uit documentaires geproduceerd door National Geographic Society met als thema's natuur, wild, natuurlijke fenomenen en de aarde. In Europa verving Nat Geo Wild de zender Adventure One op 1 maart 2007.

## Geschiedenis
De zender werd op 1 maart 2007 gelanceerd onder de naam Nat Geo Wild en verving tegelijkertijd de tv-zender Adventure One. De HD-feed van Nat Geo Wild werd voor het eerst gelanceerd in het Verenigd Koninkrijk en Ierland op 1 april 2009.
In Nederland begon Nat Geo Wild uit te zenden in HD bij kabelbedrijf Caiway op 14 oktober 2010, gevolgd door KPN (8 februari 2011), Glashart (14 april 2011), Ziggo (1 september 2011) en UPC Nederland B.V. (1 oktober 2013).
Nat Geo Wild wijzigde haar naam in National Geographic Wild op 1 februari 2019.